# Shōjo
Shōjo-Manga (jap. 少女漫画, Mädchencomic) sind japanische Comics, die speziell für heranwachsende Mädchen im Alter von etwa sechs bis achtzehn Jahren gezeichnet werden.

## Definition
Die Kulturanthropologin Rachel Matt Thorn klassifiziert einen japanischen Comic als Shōjo-Manga, wenn er in einem Shōjo-Manga-Magazin erschienen ist. Auf welche Manga-Kategorie sich ein Manga-Magazin spezialisiert hat, geben die Verlage der jeweiligen Magazine bekannt. Beispielsweise ist Akimi Yoshidas actionbetonter Thriller Banana Fish in einem für Shōjo-Manga eher untypischen, realistischen und klaren Stil gezeichnet, der den Werken Katsuhiro Otomos ähnelt, aber trotzdem im Bessatsu Shōjo Comic erschienen, dessen Zielgruppe Mädchen im Mittel- und Oberschulalter sind.
Das männliche Pendant zum Shōjo-Manga bildet der Shōnen-Manga. Seit den 1990er Jahren gibt es das Subgenre Teens’ love.

## Geschichte
Ab Anfang des 20. Jahrhunderts erschienen in japanischen Mädchenzeitschriften wie Shōjo Club erste Comics für Mädchen. Diese wurden von Männern gezeichnet und waren noch als „Yonkoma-Manga“, als kurzweilige Comicstrips, konzipiert. Für das Monatsmagazin Shōjo kreierte Shōsuke Kuragane beispielsweise 1949 die Comicstripreihe Anmitsu-hime, in der die Namen der Hauptperson und aller anderen Figuren sich von Süßigkeiten herleiten.
Erfolgreich wurden Mädchenmanga allerdings erst in Form von langen Comics mit durchgehender Handlung, in Form von Story-Mangas. Den ersten Story-Manga für Mädchen schuf Osamu Tezuka von 1953 bis 1958 mit Ribon no Kishi für Shōjo Club. Darin geht es um die Prinzessin Saphir, die wegen der List eines Engels, der ihr das Herz eines Mannes mit auf die Welt gegeben hat, als Junge großgezogen wird. Der Engel wird von Gott auf die Erde geschickt, um Saphir das Herz wieder wegzunehmen, damit sie den Prinzen aus dem Nachbarreich heiraten kann. Tezuka ließ sich für Ribon no Kishi von der weiblichen Takarazuka-Theatergruppe beeinflussen und zeichnete den Comic mit denselben Mitteln, die ihm auch bereits zum Erfolg bei Manga für eine männliche Zielgruppe beschert hatten – mit Nähe zu filmischer Erzählweise und einem von Disney-Filmen beeinflussten Charakterdesign.
Andere männliche Comiczeichner schufen nach dem Vorbild Ribon no Kishi in den 1950er Jahren ebenfalls Shōjo-Manga, oft weil sie im Shōnen-Manga nicht akzeptiert wurden. Einige dieser Zeichner, wie Tetsuya Chiba, Leiji Matsumoto und Shōtarō Ishinomori, wurden später zu äußerst bekannten Autoren von Shōnen-Mangas.
1962 und 1963 wurden auch erste wöchentliche Manga-Magazine für Mädchen gegründet, Margaret vom Shūeisha-Verlag und Shōjo Friend vom Kōdansha-Verlag. Bereits 1955 waren die monatlichen Manga-Magazine Ribon und Nakayoshi von diesen beiden Verlagen gegründet worden. Margaret und Shōjo Friend wandten sich an eine etwas ältere Zielgruppe als ihre monatlichen Pendants.
Obwohl bereits Machiko Hasegawa mit ihrer Comicstripserie Sazae-san seit 1946 für Tageszeitungen gearbeitet hatte, etablierten sich Frauen in der Shōjo-Manga-Szene erst später. In den 1960er Jahren prägten Toshiko Ueda, Hideko Mizuno, Miyako Maki, Masako Watanabe und Chikako Urano nach und nach die Einstellung, Shōjo-Manga seien Comics von Frauen. Chikako Urano erlangte mit ihrer Volleyball-Serie Attack No. 1 (1968–1971) Beliebtheit und ebnete den Weg für Sportarten im Mädchenmanga. Sumika Yamamoto schuf mit Ace wo Nerae! von 1972 bis 1980 einen sehr erfolgreichen Tennis-Manga.
Den Mädchenmanga revolutionierte ab 1969 die Gruppe der 24er um Moto Hagio, Yumiko Ōshima, Keiko Takemiya und Riyoko Ikeda. Die wenigen Frauen, die bis dahin Shōjo-Manga veröffentlicht hatten, hatten sich an die von den Männern vorgegebenen Muster gehalten. Die 24er änderten dies mit der Einbringung von neuen Themen und unkonventionellen, auf Ästhetik ausgerichtete Zeichentechniken. Riyoko Ikeda stellte in ihrem 1800-seitigen Werk Die Rosen von Versailles (1972–1973) in den Kontext der Französischen Revolution eine fiktive Frauenfigur, die als General am französischen Hof einen Männerberuf ausübt und schließlich für die Revolution stirbt. In Moto Hagios Manga Thomas no Shinzō (1973–1975) geht es um eine homosexuelle Liebesbeziehung an einer europäischen Jungenschule. Keiko Takemiya griff dasselbe Motiv auch in ihrem Bestseller Kaze to Ki no Uta (1976–1984) auf. Die Popularität dieser homoerotischen Geschichten beeinflusste viele andere weibliche Mangaka, führte zur Gründung von eigenen Magazinen wie June und schließlich zur Etablierung eines eigenen Genres (Boys Love). Mit dem Erfolg der 24er übernahmen Frauen endgültig den Shōjo-Manga und nur noch vereinzelt konnten männliche Zeichner sich im Mädchenmanga durchsetzen (so etwa Shinji Wada, Mitsuru Adachi und Maya Mineo).
Mit Magazinen wie Mimi, das sich an jugendliche Mädchen im Alter von vierzehn bis 21 wandte, kamen ab Mitte der 1970er Jahre reifere Shōjo-Manga auf, die zur Entwicklung des Josei-Mangas Anfang der 1980er Jahre führten. Einer der wichtigsten Titel in Mimi war Waki Yamatos Manga-Umsetzung der klassischen Erzählung Genji Monogatari.
In den 1980er Jahren waren es vor allem Alltagsgeschichten mit Selbstironie, die sich im Shōjo-Manga durchsetzten. Mangas wie Momoko Sakuras Chibi Maruko-chan (seit 1987) über das Leben einer frechen Grundschülerin und Noriko Sasakis Tierarzt-Serie Dōbutsu no Oisha-san (1989–1994) verkauften sich mehrere Millionen Mal. Gegen Ende der 1980er Jahre machten viele Zeichnerinnen, die zuerst in der Amateur-Manga-Szene gearbeitet hatten, professionelle Veröffentlichungen, darunter Yun Kouga, Minami Ozaki und das Zeichnerteam CLAMP.
Von 1992 bis 2004 schuf Yōko Kamio mit Hana Yori Dango den mit Verkaufszahlen von 55 Millionen meistverkauften Mädchenmanga in Japan. Darin steht ein Mädchen aus ärmlichen Verhältnissen im Vordergrund, das auf eine reiche Privatschule wechselt und sich dort in Liebesverwicklungen wiederfindet. Eine Comicserie über Mädchen, die sich in Superheldinnen mit magischen Fähigkeiten verwandeln, kreierte Naoko Takeuchi mit Sailor Moon (1992–1997). Sailor Moon erreichte internationale Bekanntheit.

## Stilmittel
Häufig behandelte Themen sind die erste Liebe, Liebeskummer und Freundschaft. Die männlichen Figuren erfüllen oft das Bishōnen genannte japanische Idealbild eines jungen Mannes. Weibliche Figuren werden häufig mit übergroßen, glänzenden Augen dargestellt. Die Augen dienen häufig als eine Art „grafischer Spiegel“, in denen die Gefühle der Figur dargestellt werden.

## Auflagenzahlen
Folgende Magazine hatten 2017 eine Auflage über 100.000 Stück und gehörten damit zu den meistverkauften der Gattung:
| Magazin           | Verlag     | Auflage |
| ----------------- | ---------- | ------- |
| Bessatsu Margaret | Shūeisha   | 167.000 |
| Ciao              | Shogakukan | 452.000 |
| Hana to Yume      | Hakusensha | 125.000 |
| LaLa              | Hakusensha | 121.000 |
| Ribon             | Shūeisha   | 173.000 |
| Shōjo Comic       | Shogakukan | 101.000 |

Folgende Shōjo-Serien wurden über 20 Millionen Mal verkauft:
- Hana Yori Dango von Yōko Kamio (abgeschlossen, 36 Bände): 60 Millionen Exemplare
- Glass no Kamen von Suzue Miuchi (fortlaufend): 50 Millionen Exemplare
- Nana von Ai Yazawa (pausiert, 21 Bände): 46 Millionen Exemplare[9]
- Ōke no Monshō von Chieko Hosokawa (fortlaufend): 40 Millionen Exemplare[10]
- Chibi Maruko-chan von Momoko Sakura (abgeschlossen, 15 Bände): 32 Millionen Exemplare
- Tokimeki Tonight von Koi Ikeno (abgeschlossen, 30 Bände): 28 Millionen Exemplare
- Asari-chan von Mayumi Muroyama (abgeschlossen, 100 Bände): 28 Millionen Exemplare[11]
- Itazura na Kiss von Kaoru Tada (abgeschlossen, 23 Bände): 27 Millionen Exemplare
- Yūkan Club von Yukari Ichijō (abgeschlossen, 19 Bände): 25 Millionen Exemplare
- Patalliro! von Mineo Maya (fortlaufend): 22 Millionen Exemplare
- Dōbutsu no Oishasan von Noriko Sasaki (abgeschlossen, 12 Bände): 21,6 Millionen Exemplare
- Sukeban Deka von Shinji Wada (abgeschlossen, 22 Bände): 20 Millionen Exemplare[12]